# Christopher Ibayi
Christopher Ibayi (Porto Vecchio, 18 luglio 1995) è un calciatore francese naturalizzato congolese (Repubblica del Congo), attaccante del Thun e della nazionale congolese.

## Carriera

### Club
Cresciuto nelle giovanili del Bastia, ha esordito nella squadra B nel 2012, prima di trasferirsi al Tours B nel 2015.
Nel 2024 ha firmato con l'Ajaccio.

### Nazionale
Nel marzo 2024 ha esordito con la nazionale congolese.

## Palmarès

### Club

#### Competizioni nazionali
- Challenge League: 1

Thun: 2024-2025